# رودولف بوتنام ميسيل
رودولف بوتنام ميسيل (28 تشرين الثاني/نوفمبر 1904 - 3 أيار/مايو 1958) كان مخرجا ومؤلفا وناشطا سياسيا بريطانيا.
تعلم ميسيل في كلية إيتون وكلية ميرتون في أكسفورد.[ وبينما كان في أكسفورد، كان عضوا في نادي هيبوكريتس وأصبح جزءا من وحدة للأفلام، يعمل مع إيفيلين ووه، أليك وا، أنطوني بوشل ارثر مولسون. أعماله تشمل هذا العمل السينمائي، كتاب قديم عن تاريخ الفيلم، و«هاي بريتش»، رواية. وحاول ان يجد مستعمرة في اميركا الجنوبية للمنفيين السياسيين الاوروبيين، وكتب عن تجربة اللجوء في جبال الأنديز.
كان ميسيل ناشطا أيضا في السياسة الاشتراكية. ولقد ساهم في نقد الأفلام لهذه «الكلاريون»، وتحرير مجلة «الاشتراكيين ريفيو»، وتأسيس كتاب «حقائق». ولم يفلح في الترشح لحزب العمال في جنوب مولتون في الانتخابات العامة التي جرت في المملكة المتحدة في عامي 1929و1931، وفي الانتخابات الفرعية لجنوب كرويدون في عام 1932، وفي برمنغهام أستون في الانتخابات العامة التي جرت في المملكة المتحدة في عام 1935. عمل كمترجم لجورج لانسبري في زيارات خارجية، اشترك الاثنان في الإيمان بالسلمية، وأنتج فيلمين للحزب، ذا رود تو هيل، و” بلو، بوجلس، بلو”.
وخلال الحرب العالمية الثانية، خدم ميسيل كحارس لدى «آراب»، وترك «حزب العمل» بسبب دعمه للصراع. وبعد الحرب، اهتدى إلى الكاثوليكية، وتزوج جوديث بيردوود، ابنة ويليام بيردوود. ثم تقاعد إلى مزرعة في ويدون داون في ديفون، وكتب رواية غير منشورة استنادا إلى خبرته هناك، «الأرض الحمراء».
توفي ميسيل بشكل مفاجئ في ايار 1958، فيما كان يزور إسبانيا.